# 정혜원 (배우)
정혜원(1991년 12월 1일 ~ )은 대한민국의 배우이다.

## 학력
- 건국대학교 영화과

## 드라마
- 2008년 KBS2 드라마 《전설의 고향》 <아가야 청산가자> - 소정 역[1]
- 2010년 MBC 특별기획드라마 《욕망의 불꽃》 - 김희숙 역
- 2012년 MBC 특별기획드라마 《메이퀸》 - 천영주 역

## 영화
- 2007년 우리동네[2]
- 2007년 은하해방전선
- 2008년 똥파리
- 2009년 하늘과 바다
- 2010년 황해
- 2010년 헬로우 고스트
- 2012년 두 개의 달
- 2018년 더 메뉴얼